# Цетнер, Ян
Ян Цетнер (пол. Jan Cetner; ум. 1680) — польский шляхтич, военный и государственный деятель Короны Польской в Речи Посполитой. Полковник королевских войск.

## Биография
Представитель польского шляхетского рода Цетнеров герба «Пржерова». Старший сын каштеляна галицкого Александра Цетнера (ум. 1675) и Анны Замойской, дочери каштеляна львовского Вацлава Яна Замойского (ум. 1650).
Начал военную службу под руководством своего отца. В 1663 году участвовал в походе польской армии под командованием короля Яна Казимира Вазы на Левобережную Украину.
В звании старосты щуровского в 1662 году был записан на обучение в Грацкий университет, в 1663 году был записан в студенты Парижского университета.
Ян Цетнер избирался депутатом (послом) на сеймы от Галицкой земли в 1666, 1668, 1675 и 1678 годах.
В 1676 году он был одним из комиссаров для расследования обид и убытков на польско-венгерской границе.
В 1670 году Ян Цетнер был избран маршалком Галицкого сеймика, а в 1674 года — маршалком Вышенского сеймика.
Участник элекционных сеймов, где были избраны на польский трон Михаил Корибут Вишневецкий и Ян III Собеский.
26 августа 1671 года Ян Цетнер участвовал в битве под Брацлавом против крымских татар. В том же году отец Александр Цетнер с разрешения короля передал село Стоки и свою панцирную хоругвь своему сыну Яну. Сам коронный гетман Ян Собеский вспоминал Цетнера в своём письме к королю Михаилу Вишневецкому после победы в бою над татарами под Немировом 8 октября 1672 года как одного из искренних и мужественных соратников. 24 августа 1675 года со своей хоругвью принимал участие в битве под Львовом. По приказу Яна Собеского половина его пехотного полка (160 солдат, большинство погибли) под руководством Яна Самуила Хжановского укрепила оборону Теребовли.
В 1676 году Ян Цетнер получил должность старосты львовского после Ежи (или Яна, также старосты глинянского, коменданта Львова в 1657 году) Мнишека (с разрешения короля был назван в документе полковником). При жизни отца получил королевские имения, позже стал владельцем больших имений в Русском и Подольском воеводствах. Был должен львовскому войту Альпнеху Валериану 800 злотых.

## Семья и дети
Был женат на Софии Анне (по К. Несецкому — Констанции) Данилович, дочери старосты червоногородского и перемышльского Николая Даниловича (ум. ок. 1676). С тестем имел недоразумения (тесть оспаривал в Люблинском трибунале нападения и насилия в имении Рихцице в 1672 году). Вскоре примирились, тесть передал зятю столовое имени Ляшки.
Супруги имели семь детей, среди них:
- Александр Цетнер (ум. 1709), староста щуровицкий и теребовльский
- Юзеф Цетнер, каштелян волынский
- Франтишек Цетнер (ум. 1732), воевода смоленский
- Теофилия Тереза Цетнер (ум. 1741), жена старосты белзского Юзефа Потоцкого и мать Франциска Салезия Потоцкого.

После смерти Яна Цетнера его вдова вторично вышла замуж за воеводу бжесць-куявского Зигмунда Домбского.